# Gymnothorax rueppelliae
Murène à bandes brunes
Espèce
Gymnothorax rueppelliae communément appelé la Murène à bandes brunes,, est une espèce de murènes de la famille des Muraenidae qui se rencontre dans les récifs coralliens de l'océan Indien.

## Systématique
L'espèce Gymnothorax rueppelliae a été initialement décrite en 1844 par le médecin et naturaliste anglais John McClelland (1800-1883) sous le protonyme de Dalophis rüppelliae.

## Répartition et habitat
Cette espèce vit dans les eaux tropicales de l'océan Indien occidental, de la mer Rouge aux Maldives. Elle se rencontre notamment sur les pentes récifales jusqu'à 30 m de profondeur. Elle vit dans les crevasses entre les coraux mais se montre parfois à découvert. 

## Description

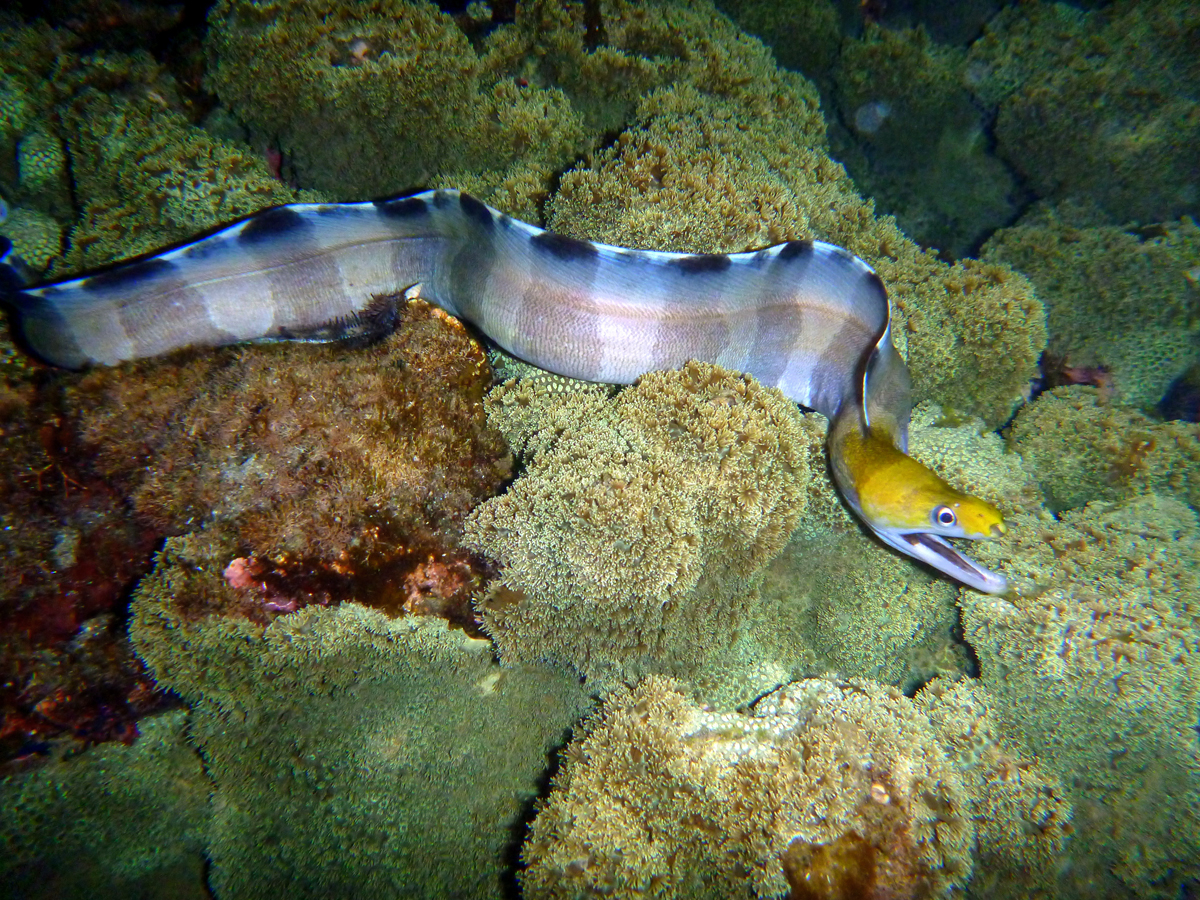
Spécimen à La Réunion.

La peau de ce poisson est lisse et de couleur crème avec de larges bandes verticales sombres ; la tête est jaune citron sur sa partie supérieure. La nageoire dorsale est assez large et liserée de blanc. Sa taille maximale est d'environ 80 cm. 

## Comportement
Ce prédateur nocturne chasse surtout des poissons et des crustacés. C'est une espèce facilement nerveuse et potentiellement agressive, capable de mordre lorsqu'un humain l'importune trop.

## Synonymie
Cette espèce présente de nombreux synonymes liés d'une part :
- à son classement successif dans différents genres ;
- à la graphie de son épithète spécifique ;
- au fait qu'elle a été décrite par plusieurs auteurs.

Selon World Register of Marine Species (15 septembre 2021) :
- Dalophis rüppelliae McClelland, 1844
- Gymnothorax leucacme Jenkins, 1903
- Gymnothorax nubile (non Richardson, 1848)
- Gymnothorax petelli (Bleeker, 1856)
- Gymnothorax ruepelliae (McClelland, 1844)
- Gymnothorax rueppellii (McClelland, 1844)
- Gymnothorax ruppeli (McClelland, 1844)
- Gymnothorax ruppelli (McClelland, 1844)
- Gymnothorax ruppelliae (McClelland, 1844)
- Gymnothorax rüeppelliae (McClelland, 1844)
- Gymnothorax signifer Bliss, 1883
- Gymnothorax waialuae Snyder, 1904
- Lycodontis petelli (Bleeker, 1856)
- Lycodontis rueppelli (McClelland, 1844)
- Lycodontis rueppelliae (McClelland, 1844)
- Lycodontis ruppelli (McClelland, 1845)
- Muraena interrupta Kaup, 1856
- Muraena nigrolineata Kaup, 1856
- Muraena petelli Bleeker, 1856
- Muraena punctatofasciata (non Bleeker, 1863)
- Muraena ruppelli (McClelland, 1844)
- Sidera chlevastes Jordan & Gilbert, 1883

## Étymologie
Son épithète spécifique, rueppelliae, lui a été donnée en l'honneur du naturaliste allemand Eduard Rüppell (1794-1884).

## Publication originale
- (en) J. McClelland, « Apodal fishes of Bengal », Calcutta Journal of Natural History and Miscellany of the Arts and Sciences in India, Calcutta, Inconnu, vol. 5, no 18,‎ juillet 1844, p. 151-226 (ISSN 0970-9614, OCLC 7423165, lire en ligne).